# Moving Violation
Moving Violation è il decimo album in studio dei Jackson 5 e il loro ultimo album in studio per la Motown Records, pubblicato il 15 maggio 1975. 

## Descrizione
Mirando al mercato della disco music in sviluppo, la versione funk del gruppo del singolo del 1968 di Diana Ross & the Supremes Forever Came Today è stata un successo nei club, raggiungendo la posizione 6 della classifica R&B, mentre raggiunse solo la posizione 60 della classifica generale di Billboard, mentre il lato B del singolo, la ballata R&B All I Do Is Think of You, è diventata una canzone popolare e spesso reinterpretata.
L'album è stato arrangiato da Michael Lovesmith, Arthur G. Wright, Dave Blumberg e James Anthony Carmichael, con Lovesmith e John Bahler responsabili degli arrangiamenti vocali. John Kosh è stato il designer della copertina dell'album, con la fotografia accreditata a Jim Britt.
L'album e i suoi singoli non ebbero un grande successo, raggiungendo solo la posizione numero 36 della classifica degli album di Billboard; i fratelli, inoltre, ritenevano che la Motown non avesse fatto abbastanza per promuovere i loro ultimi lavori e che non avesse dato loro fiducia e libertà per poter scrivere e comporre i loro brani, così, terminata la promozione dell'album e scaduto il contratto con la Motown, i fratelli Jackson firmarono un nuovo contratto discografico con la CBS Records, dovendo cambiare nome in The Jacksons, per questioni di diritti, e lasciando Jermaine alla Motown, dato che nel frattempo questi aveva sposato la figlia di Berry Gordy, il patron dell'etichetta, e venne pertanto sostituito da Randy, il più piccolo dei fratelli.

## Tracce
1. Forever Came Today (reinterpretazione dell'omonimo brano di Diana Ross & The Supremes) – 6:23 (Brian Holland, Edward Holland Jr, Lamont Dozier)
2. Moving Violation – 3:37 (Harold Beatty, L. Shaw)
3. (You Were Made) Especially for Me – 3:28 (Brian Holland, Michael Lee Smith)
4. Honey Love – 4:40 (Brian Holland, Edward Holland Jr, Michael Lee Smith)
5. Body Language (Do the Love Dance) – 4:07 (Don Fletcher, Hal Davis)
6. All I Do Is Think of You – 3:17 (Brian Holland, Michael Lovesmith)
7. Breezy – 3:38 (Jerry Marcellino, Mel Larson)
8. Call of the Wild – 2:33 (Jerry Marcellino, Mel Larson)
9. Time Explosion – 4:13 (Jerry Marcellino, Mel Larson)

## Classifiche
| Classifica (1975) | Posizione massima |
| ----------------- | ----------------- |
| Stati Uniti       | 36                |